# 影井梅夫
影井 梅夫（かげい うめお、1920年3月9日 - 2003年7月4日）は、日本の外交官。法務省入国管理局長、外務省国際連合局長、駐イタリア特命全権大使、NTT特別参与などを歴任した。

## 人物・経歴
鳥取県気高郡湖山村出身。武蔵高等学校尋常科、同校高等科文科甲組を経て、1941年高等試験外交科合格。同年東京帝国大学法学部政治学科卒業、外務省入省。終戦連絡中央事務局連絡官を経て、1947年外交官補、叙二級。
在マニラ日本政府在外事務所一等書記官、日本国とフィリピン共和国との間の賠償協定及び経済開発借款協定につき交渉し且つ署名する全権委員随員を経て、1956年在フィリピン日本国大使館一等書記官。同年内閣法制局参事官（第二部）。1958年外務省アジア局南東アジア課長。
在オーストラリア日本国大使館参事官を経て、1964年在タイ日本国大使館参事官。1966年在シカゴ日本国総領事館総領事。1972年外務省国際連合局長。1973年外務大臣官房審議官。同年法務省入国管理局長。1976年外務大臣官房審議官。
1977年駐ニュージーランド兼トンガ特命全権大使。1979年駐イタリア兼マルタ特命全権大使、国際農業開発基金総務会総務たる日本政府代表。日本電信電話公社特別参与等を経て、1987年日本ユネスコ国内委員会委員。1988年日伊協会顧問。千葉経済大学教授等も務めた。1990年勲二等旭日重光章受章。2003年叙正三位。2003年7月4日、呼吸不全のため死去。